# Adobe Express
Adobe Express（旧名:Adobe Spark, Adobe Creative Cloud Express）は、アドビによって開発されたソーシャルグラフィックやwebページ、ショートビデオを作成できるモバイルおよびWeb用のメディア作成アプリケーション・スイート 。機能制限はあるが無料で利用できる。

## 概要
Adobe SparkはCreative Cloudの一部としてリリースされた。 Adobe Spark WebアプリとiOSアプリが同期され、ユーザは任意のデバイスからビジュアルストーリーを作成、編集、共有できる。 
2016年5月、アドビは、Adobe Post、Adobe Slate、およびAdobeVoiceを1つの統合されたデザインプラットフォームに統合。このとき、Adobe PostはAdobe Spark Post、Adobe SlateはAdobe Spark Page、Adobe VoiceはAdobe Spark Videoと改称された。  
2021年12月13日、Adobe SparkがAdobe Creative Cloud Expressに改名（リブランド）された。
2022年5月31日にAdobe Expressに改名された。

## 製品ファミリー

### Adobe Spark Video
外出先でも気軽にショートビデオを作成、編集するアプリ。当初の名称はAdobe Voice（2014年5月リリース、iPad版）。2016年1月にiPhoneを完全にサポートするAdobe Voice2.0をリリース。後にAdobe SparkVideoに改称。iOS版、Web版がある。

### Adobe Spark Page
文字と画像を配置し、HTMLコーディングを必要とせずWebページを作成する簡易Webデザインアプリ。iPad用のテキストおよび写真中心のストーリーテリングアプリであるAdobe Slateをリリース（2015年4月）。 Adobe Slateは、後にAdobe SparkPageに改称。なお、コードネームはProjectLucaとして2014年に開発された。
2015年10月、アドビはWeb上でAdobe Slateをローンチ。iOS版、Web版がある。

### Adobe Spark Post
ソーシャルグラフィックを瞬時に作成、投稿可能なグラフィックデザインアプリ。2015年12月、アドビはiPhoneおよびiPad向けの新しいソーシャルグラフィックアプリとしてAdobePostをリリース。 Adobe Postは、後にAdobe SparkPostに改称。iOS版とAndriod版、Web版がある。